# Księstwo Limburgii (1839–1866)
Księstwo Limburgii (niem. Herzogtum Limburg, hol. Hertogdom Limburg) – część składowa Królestwa Niderlandów, wyodrębniona zgodnie z umocowaniem traktatu londyńskiego jako odrębne od Królestwa księstwo, będące członkiem Związku Niemieckiego. Księstwo stanowiło rekompensatę dla związku, za ziemie utracone na rzecz Belgii, przez Wielkie Księstwo Luksemburga (będącego państwem w unii z Niderlandami i jednocześnie członkiem Związku Niemieckiego). Księstwo przestało istnieć wraz z upadkiem związku, po wojnie prusko-austriackiej i stało się jedną z prowincji Niderlandów – patrz: Limburgia.

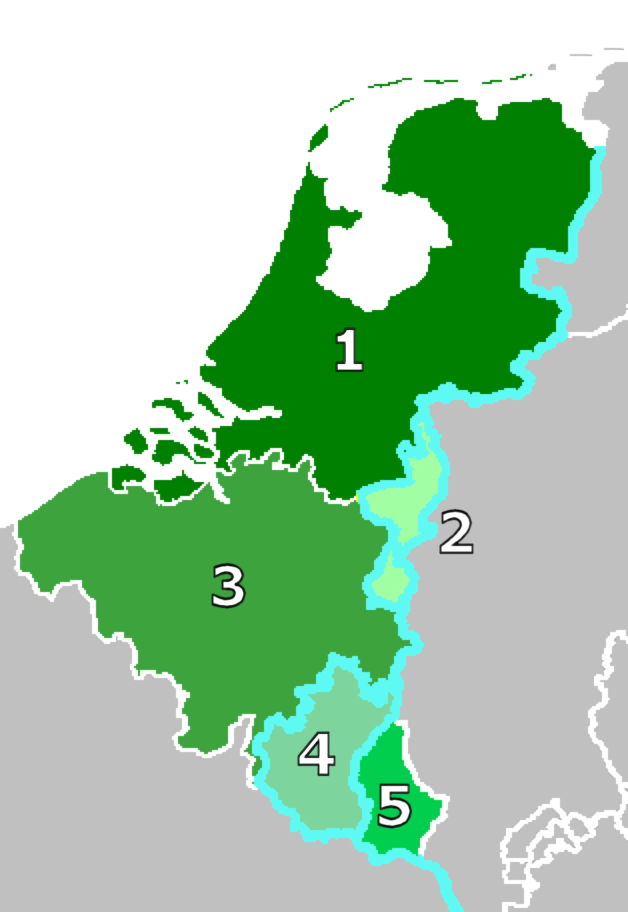
1) Królestwo Niderlandów
2) Księstwo Limburgii
3) Królestwo Belgii
4) ziemie Luksemburga, utracone na rzecz Belgii w 1839
5) Wielkie Księstwo Luksemburga

## Książęta odrębnej Limburgii

### Dynastia Oranje-Nassau
- Wilhelm I (1839-1840)
- Wilhelm II (1840-1849)
- Wilhelm III (1849-1866)